# Tamba elegans
Tamba elegans är en fjärilsart som beskrevs av Arnold Pagenstecher 1884. Tamba elegans ingår i släktet Tamba och familjen nattflyn. Inga underarter finns listade i Catalogue of Life.